# بنجامين فرانكلين باش
بنجامين فرانكلين باش (بالإنجليزية: Benjamin Franklin Bache)‏ هو ناشر وصحفي أمريكي، ولد في 12 أغسطس 1769 في فيلادلفيا في الولايات المتحدة، وتوفي بنفس المكان في 10 سبتمبر 1798 بسبب حمى صفراء.